# Juma Santos
Juma Santos, auch Jumma Santos und Jim Riley (* 27. Dezember 1947 in Massachusetts als James Reginald Riley; † 10. September 2007 in Chicago) war ein Perkussionist, der sich intensiv mit afrikanischer Musik beschäftigte und diese in den Jazz- und Fusionbereich eintrug.

## Leben und Wirken
Santos wuchs in Boston auf. Seit 1967 erkundete er auf umfangreichen Reisen in Nord- und Südamerika, der Karibik, Europa und dem Mittleren Osten zahlreiche Musiktraditionen mit afro-amerikanischen Rhythmen. Er arbeitete als Studiomusiker, gehörte zum Kreis um Babatunde Olatunji, war 1967 als Congaspieler am letzten Konzert von John Coltrane (The Olatunji Concert: The Last Live Recording) beteiligt. Hingegen spielte nicht er, sondern Juma Sultan beim Woodstock-Festival in der Band von Jimi Hendrix. Auf Empfehlung von Don Alias war Santos an den Aufnahmen von Miles Davis’ Bitches Brew beteiligt und gehörte im anschließenden Jahr gelegentlich zu seiner Band. 1971 gründete er mit Bob Moses, Harold Vick, Jack Gregg und Jack DeJohnette die Fusionband Compost. Dann reiste er durch Afrika, wo er zwischen 1973 und 1975 Artist in Residence in dem von J. H. Kwabena Nketia geleiteten Masters in African Music Program der  University of Ghana war. Er wirkte 1976  bei den Wildflowers-Sessions mit und leitete eigene Gruppe wie die Rosewater Foundation (mit David S. Ware), Afro Jazz Messengers, The Pan-African Drum Ensemble, The Juma Society und Sounds of the Urban Forest. In Kuba nahm er von 1996 bis 1998 an einem ethnomusikalischen Forschungsprogramm der Escuela Nacional de Arte teil. 2003 wurde er Dozent in der Musikabteilung der School of Performing Arts der University of Ghana.
Santos nahm auch mit Musikern der Jazzavantgarde wie Larry Young, Noah Howard, Marion Brown, Dave Liebman oder Hamiet Bluiett auf und war an Einspielungen von Nina Simone, David Sanborn, Taj Mahal, Michael Gibbs, Paul Pena und Tom Jones beteiligt.  Auch arbeitete er mit Ahmad Jamal, Pee Wee Ellis, Harvey Brooks und Don Moye.
Im September 2007 starb er in Chicago, wo er einen Workshop mit dem Art Ensemble of Chicago durchführte.

## Diskographische Hinweise
- Miles Davis Bitches Brew (1969)
- Compost, Compost (1971)
- Roy Ayers, He's Coming (1972)
- Compost, Life is Round (mit Jeanne Lee, Roland Prince, Ed Finney, Lou Courntey, 1973).
- Chico Freeman, Beyond the Rain (1978)
- Freddie Hubbard, The Love Connection (1979)
- Taj Mahal and the International Rhythm Band Live & Direct (1979)
- Ghasem Batamuntu and the Nu Nova Compound A Gift From Trane (2009)